# Бенц (Північно-Західний Мекленбург)
Бенц (нім. Benz) — громада в Німеччині, розташована в землі Мекленбург-Передня Померанія. Входить до складу району Північно-Західний Мекленбург. Складова частина об'єднання громад Нойбург.
Площа — 22,58 км2. Населення становить 641 ос. (станом на 31 грудня 2020).